# Aspidoproctus mimeuri
Aspidoproctus mimeuri är en insektsart som beskrevs av Albert Vayssière 1924. Aspidoproctus mimeuri ingår i släktet Aspidoproctus och familjen pärlsköldlöss.
Artens utbredningsområde är Senegal. Inga underarter finns listade i Catalogue of Life.